# Eupithecia nigrofasciata
Eupithecia nigrofasciata là một loài bướm đêm trong họ Geometridae.